# Thymaris caudatus
Thymaris caudatus là một loài tò vò trong họ Ichneumonidae.